# 38 Piscium
38 Piscium är en trippelstjärna bestående av en gul jätte och två gulvita stjärnor i huvudserien som ligger i Fiskarnas stjärnbild.
38 Piscium har visuell magnitud +7,16 och kräver fältkikare för att kunna observeras. Stjärnan befinner sig på ett avstånd av ungefär 50 ljusår.